# 梅賽德斯-奔馳CLS Shooting Brake
梅赛德斯-奔驰CLS Shooting Brake，為梅赛德斯-奔驰旗下之CLS系列雛形作為發展所推出之概念車。此款新概念車型，以高性能轎跑車為藍本，並於原四門Coupe車型加入尾廂設計，以大幅提升裝載空間，是一款結合轎跑車和旅行車特色之車型。
2012年，梅赛德斯-奔驰正式宣佈該概念車已進入量產階段，並將之定名為「CLS Shooting Brake」，於德國辛德爾芬根廠區進行生產。

## Shooting Brake之起源與變遷
「Shooting Brake」一詞的起源，可追溯自19世紀初英國，泛指當時歐洲貴族們用來裝載打獵裝備和獵物的特製車輛。此類狩獵用車輛，除了需要有寬敞的後座車廂以放置獵具及獵物外，也需要較為舒適的座位以適應各類環境與地形。隨著時代變遷與汽車科技的進步，Shooting Brake一詞逐漸演成為汽車車型名稱的一種。1960年代，因應大量休閒活動的需求，各車廠在保留原有的寬敞車廂空間的前提下，不斷加強此類車款的性能，使其成為裝載空間與性能兼備的車種之代名詞。近年包含德國車廠梅赛德斯-奔驰、英國車廠阿斯顿·马丁、賓利都陸續推出Shooting Brake車型。

## CLS Shooting Brake

### 設計與特色
承襲CLS系列的外觀風格，梅赛德斯-奔驰CLS Shooting Brake因打破了原有的四門設計，而被重新定名為「五門獵跑」。同時，也由於其五門的特殊設計，使得其側面的「斜背線條」線條成為此車款在外觀上的主要特色之一；CLS Shooting Brake另一顯著的特色是行李廂的空間與內裝的設計。除了擁有比一般轎車寬敞的置物空間外，可使用木材打造的行李廂地板，以及多處使用天然原木材質與皮革的內裝，都展現出「Shooting Brake」一詞所意涵的風格。

### 性能
CLS Shooting Brake主要有兩種車型：搭載V6缸內直噴的CLS 350 BlueEFFICIENCY Shooting Brake，最大能夠產出306 hp的馬力、以及37.7 kgm的扭力；另一款搭載AMG 5.5L Bi-turbo雙渦輪增壓V8引擎的CLS 63 AMG Shooting Brake，則將其性能進一步提升，最大能產出525 hp的馬力以及71.4 kgm的扭力。在此性能條件下，由靜止加速至時速100公里，約需4.4秒。 